# Сен-Реми-де-Прованс
Сен-Реми-де-Прованс (фр. Saint-Rémy-de-Provence, окс. Sant Romieg de Provença) — коммуна на юго-востоке Франции в регионе Прованс — Альпы — Лазурный Берег, департамент Буш-дю-Рон, округ Арль, кантон Салон-де-Прованс-1.

## Географическое положение
Сен-Реми расположен на юго-востоке Франции, в департаменте Буш-дю-Рон региона Прованс-Альпы-Лазурный берег. Он входит в округ Арль и является административным центром одноимённого кантона. Город находится севернее Ле-Бо-де-Прованс, между Арлем, Авиньоном, Кавайоном и Тарасконом.
Площадь коммуны — 89,09 км², население — 10 203 человека (2006) с тенденцией к росту: 10 406 человек (2012), плотность населения — 116,8 чел/км².

## Население
Население коммуны в 2011 году составляло 10 826 человек, а в 2012 году — 10 406 человек.
| 1962 | 1968 | 1975 | 1982 | 1990 | 1999 | 2006  | 2011  | 2012  |
| ---- | ---- | ---- | ---- | ---- | ---- | ----- | ----- | ----- |
| 7582 | 8044 | 7923 | 8402 | 9340 | 9806 | 10203 | 10826 | 10406 |

Динамика населения:

## Экономика
В 2010 году из 6649 человек трудоспособного возраста (от 15 до 64 лет) 4740 были экономически активными, 1909 — неактивными (показатель активности 71,3 %, в 1999 году — 70,3 %). Из 4740 активных трудоспособных жителей работали 4105 человек (2078 мужчин и 2027 женщин), 635 числились безработными (277 мужчин и 358 женщин). Среди 1909 трудоспособных неактивных граждан 541 были учениками либо студентами, 689 — пенсионерами, а ещё 679 — были неактивны в силу других причин.
На протяжении 2010 года в коммуне числилось 4628 облагаемых налогом домохозяйств, в которых проживало 10 412,5 человек. При этом медиана доходов составила 17 тысяч 533 евро на одного налогоплательщика.

## Достопримечательности
- На южной окраине Сен-Реми, в направлении города Моссан-лез-Альпий, находятся руины римского города Гланум, с Триумфальной аркой. Здесь же Мавзолей Юлиев, кенотаф, возведенный в память о двух племянниках Августа — Кае и Луции, погибших совсем юными на поле брани.
- 14 декабря 1503 года здесь родился Нострадамус.
- В 1889—1890 годах в местной больнице при монастыре Сен-Поль-де-Мозоль, в психиатрическом отделении, лечился Винсент ван Гог.

- Площадь Жюль-Пеллиссье
- Фонтан Нострадамуса в Сен-Реми-де-Прованс